# Alpha (película de Julia Ducournau)
Alpha es una próxima película francesa escrita y dirigida por Julia Ducournau. Protagonizada por Golshifteh Farahani y Tahar Rahim, la película sigue a Alpha, una niña de 11 años en una ciudad ficticia de los años 80 inspirada en Nueva York. Mientras la epidemia de sida se extiende por todo el mundo, uno de sus padres cae enfermo, lo que la obliga a enfrentarse por primera vez a la pérdida y a su propia mortalidad.

## Reparto
- Golshifteh Farahani
- Tahar Rahim
- Emma Mackey
- Finnegan Oldfield

## Producción
La película ha sido descrita por las distribuidoras FilmNation y Charades como "la obra más personal y profunda" de Ducournau. Para preparar la película, Ducournau viajó a Nueva York para conocer a uno de los miembros fundadores de ACT UP, psiquiatra especializado en trauma transgeneracional e hipnoterapeuta especializado en regresión a vidas pasadas.
La fotografía principal tuvo lugar en El Havre en septiembre y octubre de 2024. A partir del 23 y 24 de octubre, se utilizó como lugar de rodaje una piscina pública de Pont-Audemer, elegida por su aspecto de los años ochenta. El rodaje duró 35 días en Normandía y continuó en París hasta noviembre. Alpha está protagonizada por Golshifteh Farahani y Tahar Rahim. Rahim perdió 20 kilos para su papel.

## Estreno
Neon, una distribuidora de cine independiente estadounidense, compró los derechos de distribución en Norteamérica en el Marché du Film del Festival Internacional de Cine de Cannes de 2024. Se espera que la película se estrene mundialmente en el Festival Internacional de Cine de Cannes de 2025.